# Односи Северне Македоније и Кине
Односи Северне Македоније и Кине су инострани односи Северне Македоније и Народне Републике Кине.

## Билатерални односи
Са Mакедонијом су односи успостављени 1995. године, a македонски председник Киро Глигоров посетио је НР Кину 1998. године. Због успостављања дипломатских односа између Mакедонијe и Тајванa (због Тајванског обећања да ће добити две милијарде долара), Кина је 9. фебруара 1999. године прекинула дипломатске односе са Mакедонијом.

### Дипломатски представници

#### У Скопљу
- Wen Zhenshun, амбасадор од 2014.
- 4. Cui Zhiwei (09.2011- 05.2014)
- 3. Dong Chunfeng (02.2007- 08.2011)
- 2. Zhang Wanxue (06.2001- 02.2007)
- 1. Xu Yuehe (05.1996- 02.1999)

#### У Пекингу
Амбасада Северне Македоније у Пекингу покрива и Северну Кореју, Монголију и Вијетнам.
- Фатмир Џеладини, амбасадор
- Ђорђи Ефремов, амбасадор
- Оливер Шамбевски, амбасадор